# Gustav Reinhold Richter

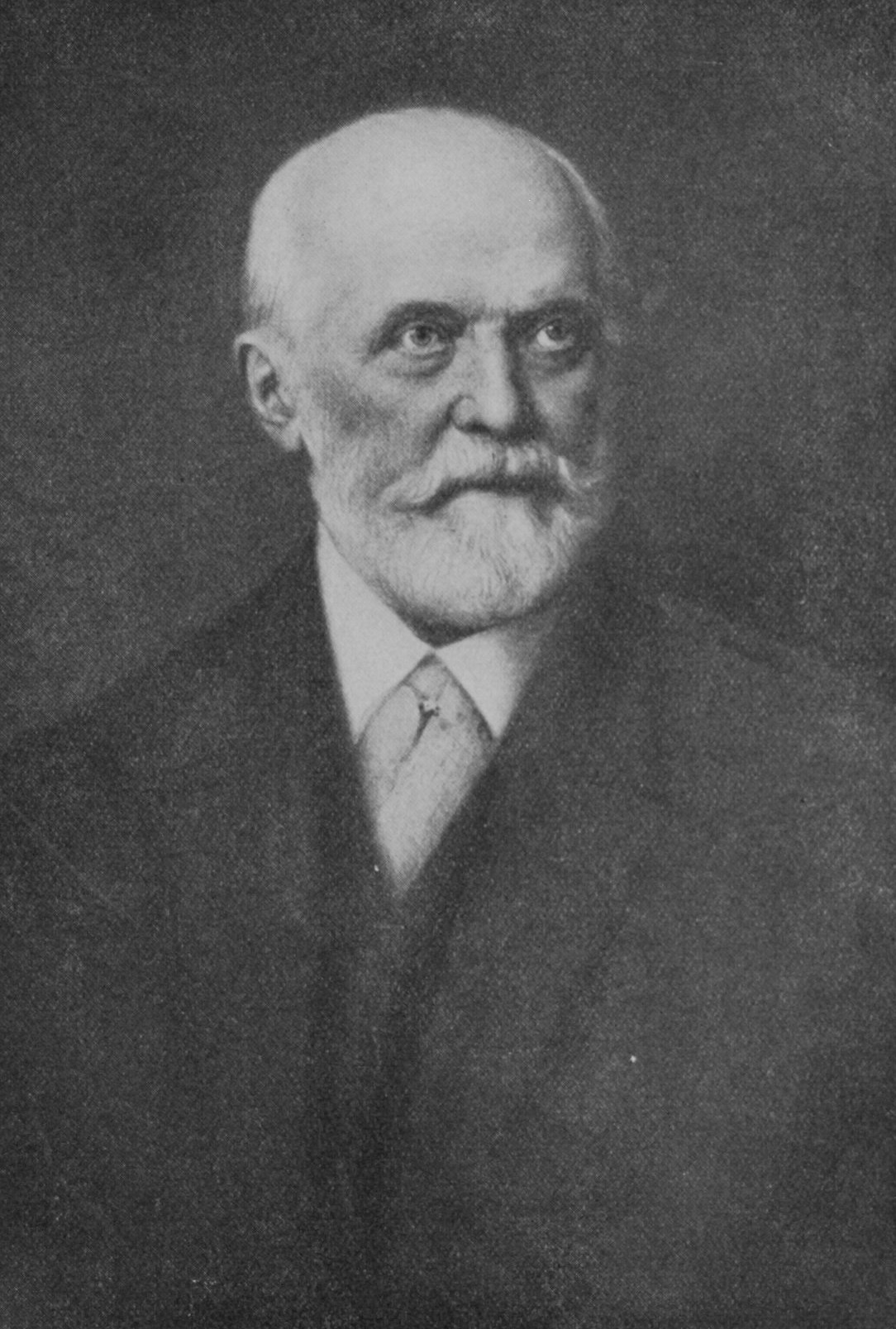
Gustav Reinhold Richter, Porträt von Martin Rehder

Gustav Reinhold Richter (* 10. Oktober 1817 in Nostitz; † 22. September 1903 in Hamburg) war Tischlermeister und Mitglied des Deutschen Reichstags. 

## Leben
Richter wurde von seinem Vater, einem Prediger, zu Hause unterrichtet und erlernte den Tischlerberuf. 1848 war er Mitglied der Hamburger Konstituante und von 1859 bis 1901 Mitglied der Hamburger Bürgerschaft und neun Jahre lang ihr zweiter Vizepräsident, sowie ab 1895 deren Alterspräsident. Des Weiteren war er Mitglied des Bürgerausschusses und von 1861 bis 1866 und erneut 1877 bis 1880 Präsident des Hamburger Arbeiter-Bildungsvereins sowie Mitglied mehrerer städtischer Verwaltungen.
Von 1867 bis 1870 und 1882 bis 1884 war er Mitglied des Reichstages des Norddeutschen Bundes und in dieser Funktion auch Mitglied des Zollparlaments, in dem er als Abgeordneter den Reichstagswahlkreis Freie und Hansestadt Hamburg 2 und danach den schleswig-holsteinischen Wahlkreis Tondern, Husum, Eiderstedt, Friedrichstadt vertrat, und von 1882 bis 1884 des Deutschen Reichstags für die Deutsche Fortschrittspartei.